# Анденес
А̀нденес (на норвежки: Andenes) е малък град в Северна Норвегия. Разположен е в северната част на остров Аньоя на Норвежко море в община Аньой на фюлке Норлан на около 1100 km северно от столицата Осло. Главен административен център на община Аньой. Първите сведения за днешния град датират от времето на Желязната епоха като рибарско селище. Има пристанище. През 1952 г. в околностите му е построено военно летище на НАТО, което към края на 20 век започва постепенно да намалява своите функции. Известен е с ежегодния рок фестивал Рок мот Рус. Население 2611 жители според данни от преброяването през 2008 г.